# Descarrilamento de trem em Bouknadel
O descarrilamento de trem em Bouknadel refere-se ao desastre ocorrido em 16 de outubro de 2018, perto de Bouknadel, no Marrocos. Sete pessoas foram mortas no acidente, enquanto mais de cem ficaram feridas.

## Descrição do evento
No início da manhã de 16 de outubro de 2018, às 9 horas e 20 minutos, horário local, um trem de serviço regional de número 9 descarrilou dos trilhos. A locomotiva, posteriormente, colidiu em uma ponte situada perto do local do descarrilamento. A causa do acidente foi alvo de várias hipóteses na Internet.
Logo após o acidente, o número de sete vítimas fatais foram anunciadas e pelo menos oitenta ficaram feridas. Os feridos foram levados para hospitais de Rabat, Sale e Kenitra. Os militares guardaram o local enquanto os trabalhadores ferroviários e as autoridades começavam a investigar a causa do acidente. Os moradores locais foram os primeiros a chegar ao local, auxiliando os sobreviventes feridos ou presos nos destroços e cobrindo os corpos dos falecidos.
De acordo com Mourad El Kbiri, proprietário de um comércio perto do local do acidente, "a terra tremeu e o som era insuportável". O comerciante também relatou à Associated Press que na cena do acidente havia corpos desconfigurados, sangue e pedaços de corpos.

## Investigação e repercussão
Poucas horas após o acidente, um comunicado do palácio real anunciou que uma investigação em profundidade foi aberta para determinar as razões que causaram a tragédia.
Após o acidente de trem, muitos marroquinos expressaram sua raiva em relação ao operador nacional ONCF e uma campanha virtual com a hashtag #Baraka, (o suficiente), foi lançada para boicotar os serviços da operadora.
O rei marroquino, Mohammed VI, ofereceu-se para pagar os custos dos funerais das vítimas, segundo a agência de notícias estatal MAP.